# Kanton Nort-sur-Erdre
Der Kanton Nort-sur-Erdre (bretonisch Kanton Enorzh) ist seit 1899 ein französischer Wahlkreis im Arrondissement Châteaubriant-Ancenis, im Département Loire-Atlantique und in der Region Pays de la Loire; sein Hauptort ist Nort-sur-Erdre.

## Geschichte
Der Kanton entstand 1899. Bis 2015 gehörten sechs Gemeinden zum Kanton Nort-sur-Erdre. Mit der Neuordnung der Kantone in Frankreich stieg die Zahl der Gemeinden 2015 auf 14. Zu den bisherigen sechs Gemeinden kamen 4 der 5 Gemeinden des bisherigen Kantons Riaillé, 3 der 4 Gemeinden des bisherigen Kantons Ligné und die Gemeinde Notre-Dame-des-Landes aus dem Kanton Blain hinzu.

## Lage
Der Kanton liegt im östlichen Zentrum des Départements Loire-Atlantique.

## Gemeinden
Der Kanton besteht aus 14 Gemeinden mit insgesamt 52.493 Einwohnern (Stand: 1. Januar 2022) auf einer Gesamtfläche von 541,55 km²:
| Gemeinde              | Gallo                 | Bretonisch            | Einwohner (2022) | Fläche (km²) | Code postal | Code Insee |
| --------------------- | --------------------- | --------------------- | ---------------- | ------------ | ----------- | ---------- |
| Casson                | Caczon                | Kazon                 | 2.600            | 16,15        | 44390       | 44027      |
| Héric                 | Èrbinyac              | Hierig                | 6.528            | 73,93        | 44810       | 44073      |
| Joué-sur-Erdre        | Jóae                  | Yaoued                | 2.753            | 54,53        | 44440       | 44077      |
| Le Cellier            | Le Celier             | Keller                | 4.011            | 35,99        | 44850       | 44028      |
| Les Touches           | Lez Tósch             | An Dosenneg           | 2.619            | 35,15        | 44390       | 44205      |
| Ligné                 | Lignë                 | Legneg                | 5.593            | 45,41        | 44850       | 44082      |
| Mouzeil               | Mózelh                | Mouzel                | 2.004            | 18,87        | 44850       | 44107      |
| Nort-sur-Erdre        | Nort                  | Enorzh                | 9.448            | 66,56        | 44390       | 44110      |
| Notre-Dame-des-Landes | –                     | Kernitron-al-Lann     | 2.335            | 37,4         | 44130       | 44111      |
| Petit-Mars            | Petit-Martz           | Kervarc'h             | 3.865            | 25,97        | 44390       | 44122      |
| Riaillé               | –                     | Rialeg                | 2.358            | 50,02        | 44440       | 44144      |
| Saint-Mars-du-Désert  | Saent-Mard-deü-Dezèrt | Sant-Marzh-an-Dezerzh | 5.435            | 30,46        | 44850       | 44179      |
| Teillé                | Teilhaé-èz-Nonaen     | Tilhieg               | 1.820            | 28,55        | 44440       | 44202      |
| Trans-sur-Erdre       | Trant                 | Treant-an-Erzh        | 1.124            | 22,56        | 44440       | 44207      |
| Kanton Nort-sur-Erdre | Nort                  | Enorzh                | 52.493           | 541,55       | -           | 4418       |

Der alte Kanton Nort-sur-Erdre umfasste sechs Gemeinden auf einer Fläche von 248,22 km². Diese waren: Casson, Héric, Les Touches, Nort-sur-Erdre (Hauptort), Petit-Mars und Saint-Mars-du-Désert. Er besaß vor 2015 den INSEE-Code 4427.

## Bevölkerungsentwicklung
| 1962   | 1968   | 1975   | 1982   | 1990   | 1999   | 2006   | 2013   |
| ------ | ------ | ------ | ------ | ------ | ------ | ------ | ------ |
| 11.549 | 11.742 | 12.331 | 15.428 | 17.313 | 19.985 | 23.181 | 26.440 |

## Politik
Im 1. Wahlgang am 22. März 2015 erreichte keines der vier Wahlpaare die absolute Mehrheit. Bei der Stichwahl am 29. März 2015 gewann das Gespann Jean-Luc Besnier/Anne-Marie Cordier (beide UDI) gegen Patrice Chevalier/Aïcha Metlaine (beide DVG) mit einem Stimmenanteil von 58,9 % (Wahlbeteiligung:49,67 %).
Seit 1945 hatte der Kanton folgende Abgeordnete im Rat des Départements:
| Vertreter im conseil général des Départements | Vertreter im conseil général des Départements | Vertreter im conseil général des Départements |
| Amtszeit                                      | Name                                          | Partei                                        |
| --------------------------------------------- | --------------------------------------------- | --------------------------------------------- |
| 1945–1949                                     | unbekannt                                     |                                               |
| 1949–1967                                     | Constant du Bois de Maquillé                  | DVD                                           |
| 1994–2001                                     | Louis Briot                                   | UDF                                           |
| 2001–2008                                     | Xavier Amossé                                 | PS                                            |
| 2011–2015                                     | Jean-Luc Besnier                              | DVD, dann UDI                                 |
| 2015–                                         | Jean-Luc Besnier Anne-Marie Cordier           | UDI                                           |